# In Another Life
In Another Life es una película documental coproducción de Burundi, Kenia y Bélgica filmada en colores dirigida por Philippe de Pierpont sobre su propio guion que se estrenó en febrero de 2019 en Burkina Faso.

## Sinopsis
Los sueños y las realidades de seis niños que escaparon de la violenta situación de una familia demasiado pobre para albergarlos y crecieron en las calles de Buyumbura, Burundi aprendiendo a cuidarse solos. El director encontró a los seis por casualidad en 1991, los filmó de niños y adolescentes, y ahora  reencuentra a tres de ellos, Inocentes, Etu y Assouman, ya adultos entre treinta y cuarenta años, ya que otros dos murieron y el tercero no quiso participar. Sus testimonios permiten al director adentrarse en la historia del país a lo largo de ese período.

## Construcción del filme
El montaje incorpora imágenes de archivo con los niños callejeando, pidiendo comida en los mercados, cantando y bailando, divirtiéndose juntos. La imágenes de ahora están formalizadas,  muy escenificadas, planteadas, en su mayoría nocturnas, y contienen diálogos íntimos, personales. Estos dos conjuntos de imágenes, aparecen entrelazados con sonidos cuidadosamente escogidos que constituyen uno de los fuertes componentes visuales de la película. También incorpora rimas visuales, una imagen recurrente de correr, volar, y planos fijos sin sonido.

## Festivales
La película fue exhibida en los siguientes festivales:
- Etats Généraux du documentaire, en Lussas, 2019
- Festival Panafricano de Cine y Televisión de Uagadugú Fespaco, 2019
- Festival Internacional de Cine francófono, Namur, 2019
- Festival de las Libertades, 2019
- Quincena de Cine Francófono, París, 2019
- Festival Internacional de Cine, San Pablo, 2019

## Crítica
Fred Arends en el sitio web cinergie opinó:

”El sesgo estético a menudo es inquietante y fascinante. Ciertas secuencias son puramente visuales, como la hermosa en el basurero que escupe sus fuegos y humo y donde los tres protagonistas evolucionan en sombras errantes y encuentran a la humanidad a través de la belleza del amanecer o de lo ambiguo  del “disfraz”, con el que los tres hombres se muestran con la apariencia de una clase social inalcanzable y donde interpretan el papel del jefe como si sirviera para aliviarlos de su desgracia o para encontrar los juegos de sus hijos.Del mismo modo, sorprenden los numerosos planos en picado o en elevación de la cámara que uno imagina filmados por un dron por la dimensión poética que proyectan, revelando nuevas perspectivas. Estos efectos, además de su belleza, despojan la película de la miserabilidad porque estos hombres, criminalizados desde la infancia porque son pobres, han recuperado su dignidad y su condición de seres humanos.